# Iglesia de Santa Maria ad Ogni Bene dei Sette Dolori
La Iglesia de Santa Maria ad Ogni Bene dei Sette Dolori es un edificio destinado al culto católico ubicado en la ciudad de Nápoles, Italia. Está localizada en el centro histórico de la ciudad, concretamente en los Barrios Españoles y ofrece un mirador sobre Spaccanapoli.

## Historia
El origen del edificio se remonta a 1441, cuando se erigió una capilla rural fuera de las murallas de la ciudad dedicada a Santa María de Todo Bien. En 1516, fue construido el convento por obra de los Servitas, el cual fue ampliado en 1583 y parcialmente reconstruido por el hermano arquitecto Giovanni Vincenzo Casali; el mismo año fue fundada la Congregación del Crucifijo y, posteriormente, en la iglesia de Santa Maria dei Sette Dolori fue fundada una parroquia que, tras el abandono por parte de los Servitas, se convirtió en la casa de los Píos Operarios. 
Los Píos Operarios ocuparon el convento durante 33 años hasta que, en 1639, fue fundada la iglesia de Santa Maria Ognibene por el noble Francesco Magnocavallo; al mismo tiempo, lo Servitas volvieron a la casa original.
En 1640, se llevó a cabo otra ampliación con proyecto del ingeniero Giovanni Cola Cocco; otras renovaciones fueron realizadas en el primer tercio del siglo XVIII, con las obras de la sacristía (1703), la construcción de la capilla de la duquesa de Maddaloni con mármoles policromos y estucos (1706) y, finalmente, la renovación en estilo barroco proyectada por el arquitecto Nicola Tagliacozzi Canale. A 1735 se remontan la escalera exterior de piperno, realizada por Antonio Saggese, y la capilla de San Alberto, con un altar de Antonio Basso y estatuas de Domenico Antonio Vaccaro.
En 1732, Giovanni Battista Pergolesi se volvió maestro de la capilla. En 1752, se realizó el pavimento de mayólicas.
En el siglo XIX, el convento fue suprimido y los Servitas expulsados, con el restablecimiento de la parroquia; la iglesia fue decladara basílica por el papa Pio IX en 1849.
El convento fue dañado por el terremoto de Irpinia de 1980.

## Descripción

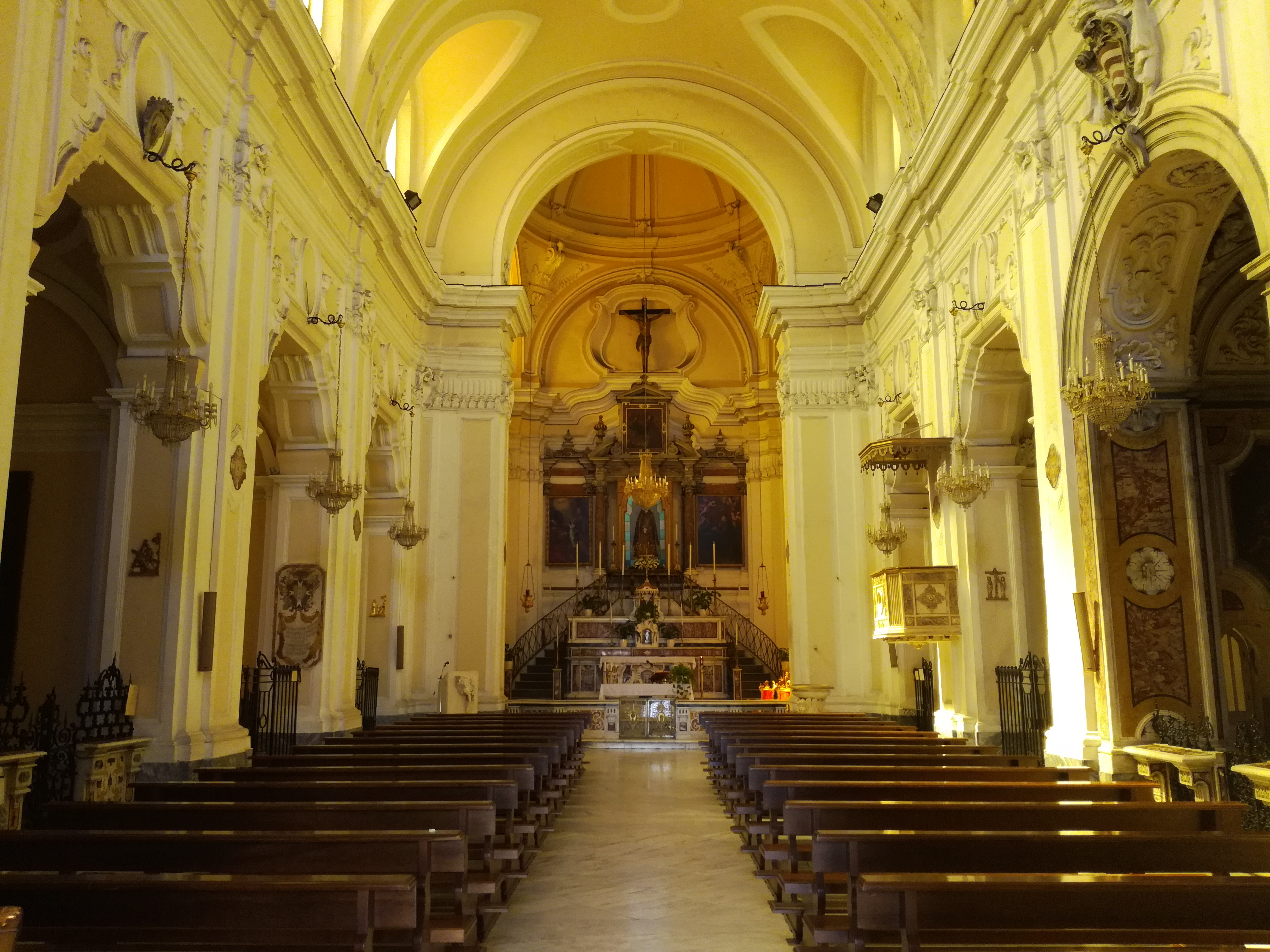
Interior.

La iglesia presenta una fachada sencilla, con una escalera de piperno y una portada de finales del siglo XVI. El interior alberga una nave con presbiterio y cúpula, flanqueada por cinco capillas en cada lado, con arcos decorados con estucos, así como la bóveda.

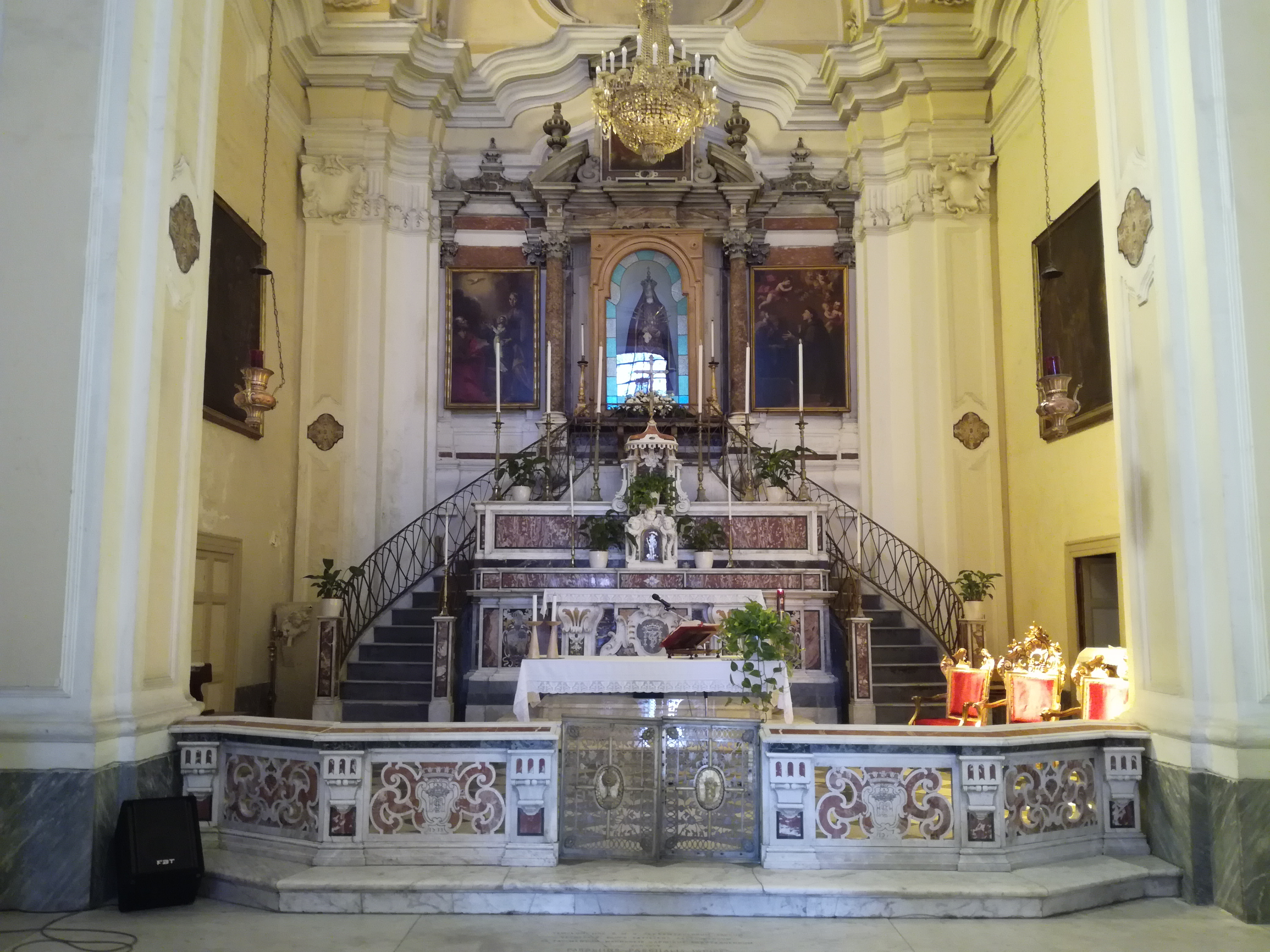
Altar mayor.

El altar mayor se remonta al siglo XVIII y presenta un valioso ciborio; en los lados dos rampas conducen a la imagen de la Virgen, obra atribuida a Giacomo Colombo. Los lienzos son de Fabrizio Santafede, Filippo Vitale, Paolo Finoglio, Giacomo del Pò, Paolo De Matteis, Domenico Antonio Vaccaro, Nicola Maria Rossi, Carlo Malinconico, Francesco Saverio Altamura y algunos artistas desconocidos. En la sacristí se conservan restos de frescos y un lavadero de mármol con un revestimiento de mayólica, atribuido a Ignazio Giustiniani.
A partir de 1678, en la iglesia descansa el cuerpo de Cosimo Fanzago, aunque quedan dudas sobre la verdadera presencia de sus restos.
Adyacente a la iglesia, hay el Oratorio de la Cofradía del Santísimo Crucifijo de los Siete Dolores, que alberga algunas valiosas obras d earte, como la pintura Elevazione della Croce de Michele Ragolia en el altar mayor.